# أرابيتول
أرابيتول هو سكر كحولي مع الصيغة الجزيئية C5H12O5. يمكن تشكيله عن طريق الحد من إما من الأرابينوز أو الليكسوز.
بعض اختبارات الحمض العضوي تحقق من وجود D-arabinitol، والتي قد تشير إلى فرط نمو الطفيليات المعوية مثل المبيضات البيض أو أنواع من الخميرة / الفطريات الأخرى.